# Courtney Lee
Courtney Lee (Indianapolis, Indiana, 3. listopada 1985.) američki je profesionalni košarkaš. Igra na poziciji bek šutera, a trenutačno je član NBA momčadi Boston Celticsa. Izabran je u 1. krugu (22. ukupno) NBA drafta 2008. od strane istoimene momčad.

## Karijera

### Srednja škola i sveučilište
Lee je pohađao srednju šklolu  "Pike High School" iz Indianapolisa i s njome je 2003. osvojio naslov Indiana 4A državnog prvenstva. 
Na posljednjoj godini na sveučilištu Western Kentucky izabran je za igrača godine Sun Belt konferencije. Lee je sveučilišnu karijeru završio s 2 238 poena i time se izjednačio s Jimom McDanielsom na listi najboljeg strijelca u povijesti sveučilišta. Također je na posljednjoj godini u prosjeku postizao 20.4 poena po utakmici. Lee je u spomen na svog bivšeg suigrača koji je preminuo na parketu napravio tetovažu u obliku "R.I.P. Danny Rumph".

### NBA
Izabran je kao 22. izbor NBA drafta 2008. od strane Orlanda Magica. 4. veljače 2009. postigao je tadašnji učinak karijere od 21 poen protiv Los Angeles Clippersa. 23. ožujka 2009. postavio je novi rekord karijere od 22 poena protiv New York Knicksa. Tijekom prvog kruga doigravanja u prvoj utakmici protiv Philadelphia 76ersa postigao je 18 poena, dok je u drugoj postigao 24 poena. U petoj utakmici protiv 76ersa ozlijedio ga je njegov suigrač Dwight "Superman" Howard, udarivši ga laktom prilikom doskoka. Zbog ozljede će do kraja sezone morati nositi zaštitnu masku preko lica. 26. lipnja 2009. Lee je mijenjan u New Jersey Netse zajedno s Raferom Alstonom i Tonyjem Battieom u zamjenu za Vincea Cartera i Ryana Andersona.

## NBA statistika

### Regularni dio
| Godina    | Klub    | Odig. uta. | Uta. poč. | Min. | 2P%  | 3P%  | Sl. bac.% | Skok. | Asist. | Ukr. lop. | Blok. | Poena |
| --------- | ------- | ---------- | --------- | ---- | ---- | ---- | --------- | ----- | ------ | --------- | ----- | ----- |
| 2008./09. | Orlando | 77         | 41        | 25.2 | .450 | .404 | .830      | 2.3   | 1.2    | 1.0       | .2    | 8.4   |
| Ukupno    |         | 77         | 41        | 25.2 | .450 | .404 | .830      | 2.3   | 1.2    | 1.0       | .2    | 8.4   |

## Vanjske poveznice
- Profil na NBA.com
- Profil na Yahoo Sports!
- Profil  Arhivirana inačica izvorne stranice od 14. rujna 2018. (Wayback Machine) na DraftExpress.com